# Wanda Umińska
Wanda Bronisława Umińska z Wolskich (ur. 5 listopada 1841 w Jabłonicy, zm. 30 kwietnia 1926 w Warszawie) – działaczka oświatowa i kobieca związana z grupą Entuzjastek, uczestniczka powstania styczniowego.

## Życiorys

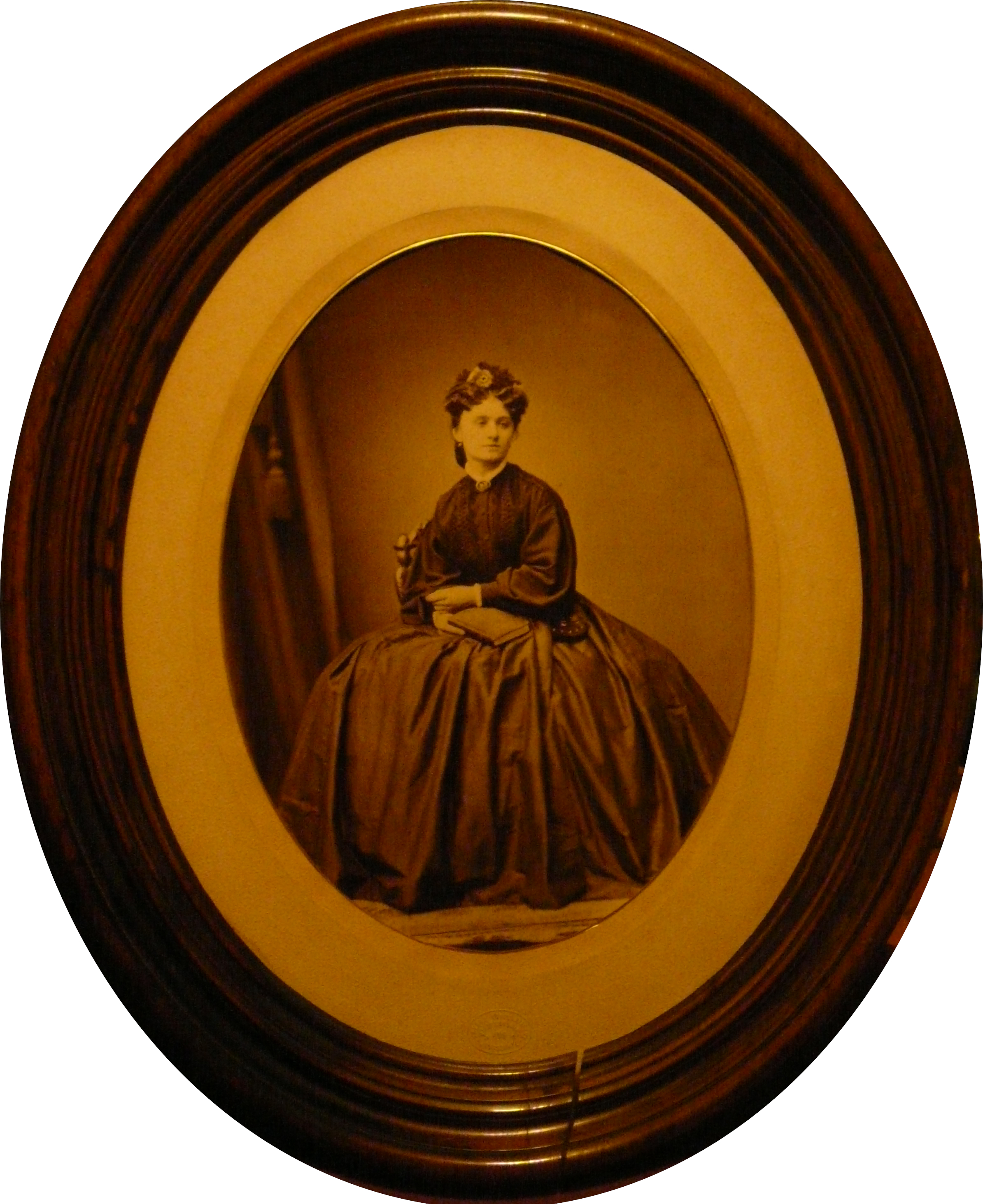
Wanda Umińska - okres żałoby narodowej 1861

Urodziła się w patriotycznej rodzinie. Była córką dzierżawcy majątków ziemskich, a potem zawiadowcy stacji Kolei Warszawsko-Wiedeńskiej Fortunata Saryusz Wolskiego herbu Jelita (1801–1848) i Izabeli z Kaniewskich (1809–1856). Brat dziadka ze strony ojca, Hipolit Wolski (1790–1836) był żołnierzem armii Księstwa Warszawskiego i uczestniczył w wyprawie Napoleona I na Moskwę. Ojciec, kawaler Orderu Virtuti Militari i jego brat Aleksander uczestniczyli w powstaniu listopadowym, a matka była zaangażowana w akcję pomocy dla więźniów politycznych i zesłańców. Miała trzy starsze siostry:  Pelagię (1834–1895), żonę Franciszka Ludwika Bratkowskiego (ur. 1832), Józefę (ur. 1837) żonę Wincentego Anastazego Kozłowskiego (ur. 1831), Jadwigę (1840–1905), odważną kurierkę Rządu Narodowego w czasie Powstania Styczniowego, kanoniczkę  oraz brata Mieczysława (1844–1904), uczestnika powstania styczniowego, właściciela fabryki maszyn rolniczych w Lublinie.
Po zdobyciu wykształcenia domowego ukończyła pensję prowadzoną przez Paulinę Krakowową w Warszawie, a następnie szkołę sióstr Sakramentek w Warszawie(1855–1857). W roku 1858 poślubiła absolwenta Szkoły  Sztuk Pięknych w Warszawie, urzędnika Komisji Rządowej Przychodów i Skarbu – Józefa Karola Umińskiego.
Zaostrzanie represji przez władze carskie i wzmożony terror (1861-62) wiązały się z koniecznością rozwijania struktur konspiracyjnych ruchu patriotycznego. W wyniku tego procesu powstały kobiece komórki organizacyjne zwane „piątkami” „Piątki” niosły pomoc ofiarom represji oraz ich rodzinom. Zbierały składki, zapewniały opiekę materialną i moralne wsparcie. W marcu 1863 roku włączono je w struktury powstańczej konspiracji jako Komitety Niewiast. Zakres obowiązków „piątek” został wtedy znacznie poszerzony, m.in. o działalność wywiadowczą, aprowizacyjną oraz służbę medyczną. W mieszkaniu Umińskich w Warszawie odbywały się zebrania kółek konspiracyjnych, w których brała czynny udział. Wkrótce działalność konspiracyjna i pomocowa stała się sensem jej życia. Współpracowała początkowo z Kazimierą Ziemięcką, potem została aktywną członkinią „piątek” organizowanych przez Sewerynę Duchińską. W ich ramach zbierała datki pieniężne i organizowały pomoc materialną dla więźniów Cytadeli Warszawskiej, uczestniczyła także w akcji pomocy na rzecz zesłańców na Syberii. Jak pisze Maria Bruchnalska: w pracy tej wykazywała wyjątkową gorliwość i ofiarność. Potrafiła w bardzo sprytny sposób dotrzeć do żandarmów i strażników więziennych, urzędników i oficerów rosyjskich. Dzięki przeróżnym zabiegom udało jej się dotrzeć do więzionego w X Pawilonie Karola Nowakowskiego, incjatora demonstracji patriotycznych. Zetknęła się wówczas z Narcyzą Żmichowską i innymi Entuzjastkami włączając się aktywnie w przygotowania do powstania.
Po wybuchu powstania wspierała walczących, pomagała potrzebującym, krzewiła ideę walki o niepodległość. W tym czasie nieszczęśliwie kochał się w niej Adolf Dygasiński, który łudził się, że zrezygnuje dla niego z małżeństwa. Jak napisała w swej biografii Umińskiej Dionizja Wawrzykowska-Wierciochowa, że były to dla jej bohaterki: lata nie tylko skrywanego szczęścia, ale zarazem i wielkiej rozterki duchowej. Wanda znalazła się w trójkącie, z którego nie umiała i nie mogła znaleźć wyjścia. Musiała przecież liczyć się z panującymi wówczas normami obyczajowymi, z własną sytuacją materialną, no i nade wszystko z ówczesną pozycją socjalną kobiety w ogóle. Sama Umińska nie wspomina o Dygasińskim w żadnej z wersji swoich wspomnień. Została kurierką Rządu Narodowego. Jeździła z rozkazami z Warszawy na Lubelszczyznę, uczestniczyła w transporcie broni i pomagała ukrywającym się powstańcom, przechowywała dokumenty Rządu. Wzięła także udział w walce zbrojnej w oddziale „Lelewela” (Marcina Borelowskiego).

4 sierpnia 1864, w przeddzień egzekucji członków Rządu Narodowego, udało się Umińskiej uzyskać widzenie z Rafałem Krajewskim, Romanem Żulińskim, Józefem Toczyskim i Janem Jeziorańskim. Umińska razem z Elizą Brzostowską miały otrzymać, za cenę brylantowej broszki, pozwolenie na widzenie z Romualdem Trauguttem przed jego egzekucją. Wanda Umińska twierdzi jednak, że dotarcie do Traugutta było niemożliwe.  Stefania Sempołowska pisała w swych wspomnieniach, że Umińska  „nie tylko wchodziła do cel więziennych ale towarzyszyła skazańcom do szubienicy”.

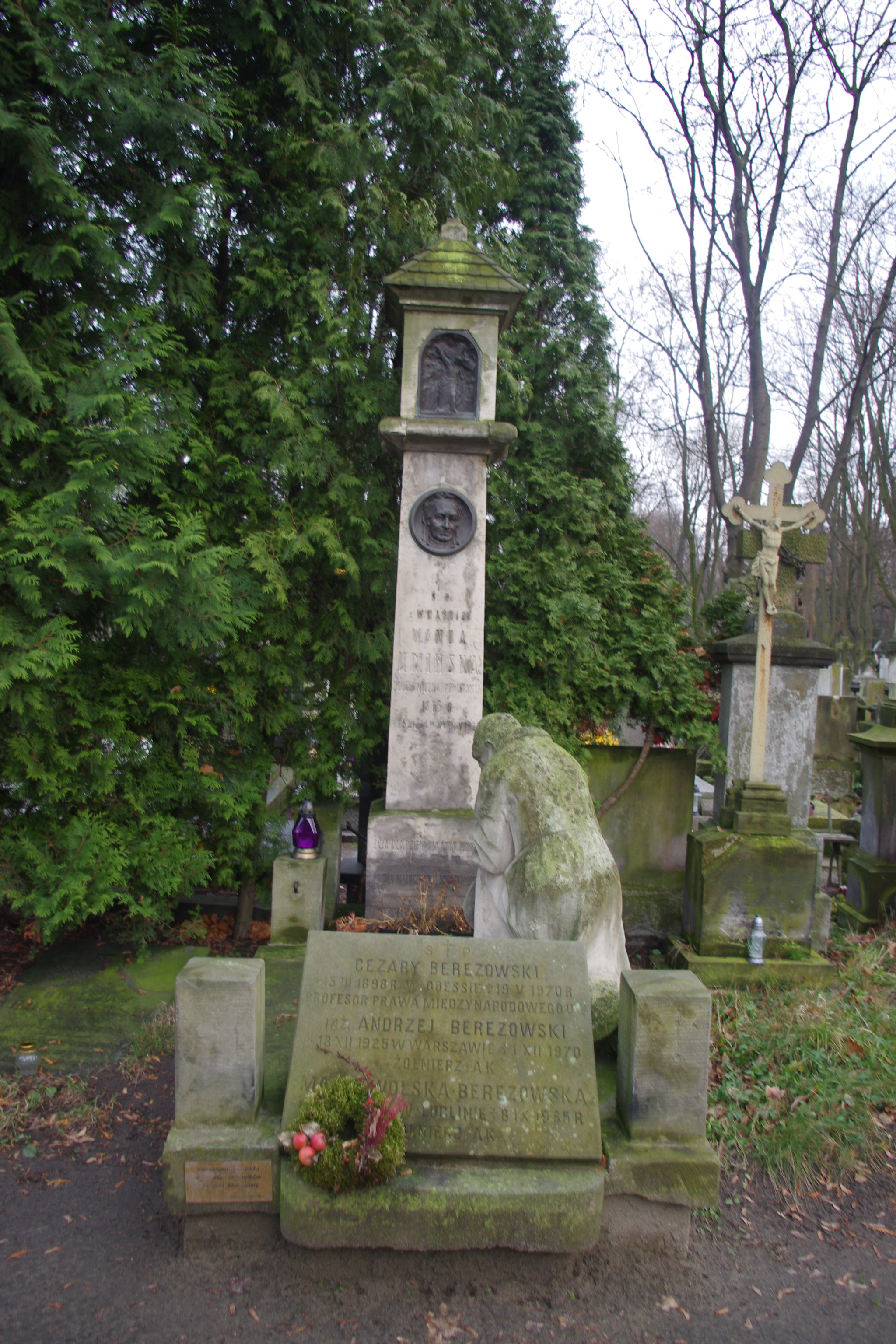
Grób Wandy Umińskiej na cmentarzu Powązkowskim w Warszawie

Po upadku powstania Wanda Umińska nie zaprzestała swojej działalności organizując opiekę nad rodzinami uwięzionych powstańców. Na jesieni 1864 roku została po raz pierwszy aresztowana i osadzona w Janowie Ordynackim, dokąd pojechała ratować uwięzionego krewnego. W tym czasie pogorszyła się sytuacja materialna Umińskich, gdyż jej mąż został w 1867 zwolniony z zajmowanej posady w Komisji Rządowej i dopiero po kilku latach udało mu się zatrudnić na stałe w Towarzystwie Ubezpieczeń od Ognia. Sama Wanda prowadziła wówczas gospodę ludową na Starym Mieście w Warszawie, a następnie sklep z wyrobami ludowymi. Prowadziła także prace oświatowe wśród ludu warszawskiego na Nowym Mieście, oraz wśród chłopów w pow. puławskim. W latach 1875–1878 prowadziła klub zwany „Szopką” w którym spotykali się rzemieślnicy z inteligencją. Jak zapisał w swych wspomnieniach socjalista Józef Dąbrowski – była to  pierwsza postać domu ludowego w stolicy i ośrodek długoletniej, solidnej pracy oświatowej. Drugim miejscem spotkań było mieszkanie Umińskiej, w którym m.in. dyskutowano o formach i sposobach pracy nad uobywatelnieniem ludności wiejskiej, metodach dotarcia do środowisk wiejskich. Uczestniczyli w nich m.in. Mieczysław Brzeziński, Władysław Grabiński, Bolesław Hirszfeld oraz artyści malarze: Józef Chełmoński, Stanisław Witkiewicz, Adam Chmielowski, a także lekarze, Adam Chełmoński, Edward Zieliński. Jej postawę tak scharakteryzował działacz ruchu ludowego i oświatowego – Zygmunt Nowicki, pisząc, że nie pracowała dla tego lub innego prądu politycznego. W każdym, z kim się stykała, pragnęła widzieć dobrego patriotę umiejącego szanować w sobie godność ludzką i obywatelską. W 1882 była wraz z Mieczysławem Brzezińskim współzałożycielką Koła Oświaty Ludowej. Od 1883 zaangażowała się w prace Kobiecego Koła Oświaty Ludowej, współpracując m.in. z Marią Konopnicką, Faustyną Morzycką, Jadwigą Jahołtowską, Władysławą Weyhert-Szymanowską, Jadwigą Dziubińską. Działała wówczas również w ochronkach i czytelniach Warszawskiego Towarzystwa Dobroczynności. Wraz z byłym powstańcem Szymonem Wójcikiem kolportowała nielegalne wydawnictwa po wsiach pow. puławskiego oraz egzemplarze wydawanego przez Konrada Prószyńskiego „Promyka” – Elementarza Ściennego. Jak napisał w 1925 roku Kazimierz Król: co lato wyjeżdżała na jakąś wieś polską, np. w okolice Puław, Janowa Lubelskiego, na Podlasie, w Łowickie czy Opoczyńskie, gdzie przez osobiste, niesłychanie umiejętnie prowadzone rozmowy z gospodarzami tępiła analfabetyzm narodowy i społeczny, a potem szło zwalczanie analfabetyzmu książkowego. Przełamując pospolity w takich razach brak ufności i bierną ociężałość, budziła u chłopów chęć do oświaty i do postępu we wszelkich jego dodatnich postaciach. A że czyniła to wszystko z niezmiernym darem wychowawczym, z nieporównaną słodyczą, prostotą i serdecznością, zjednywała sobie od razu cześć i miłość licznych zastępów ludu, krajowi zaś przysparzała zdrowych duchem obywateli. Śmierć męża w 1899 zmusiła ją ponownie do podjęcia pracy zarobkowej – w latach 1900–1920 pracowała na stanowisku inspektorki Towarzystwa Kolonii Letnich dla Dzieci współpracując z Jadwigą Pawińską. W 1904 ofiarowała chatę i kilka morgów ziemi na rzecz szkoły rolniczej w Wymysłowie pod Nałęczowem. Podczas rewolucji 1905–1907 zorganizowała koło kobiece pomagające więźniom politycznym. Współpracowała wówczas z obrońcą w procesach politycznych Stanisławem Patkiem. Od lat 70. XIX wieku podejmowała również działania na rzecz ulżenia losu więźniarkom-kryminalistkom. Działała w powstałej w 1916 Radzie Głównej Opiekuńczej. W swoich staraniach o zachowanie pamięci o powstańcach styczniowych i zesłańcach zbierała ich zdjęcia. Fotografie były robione na terenie wówczas nieistniejącej Polski i na Sybirze. Zawierają informację o sfotografowanej osobie. Umińska otrzymywała je różnymi drogami, zazwyczaj pośrednio, zaledwie na kilkunastu znajduje się dedykacja dla niej. Traktowała to jako misję, chciała pokazać i upamiętnić ludzi często anonimowych, ale bardzo ważnych dla historii Polski. Istotne dla Wandy Umińskiej było również upamiętnienie obcokrajowców biorących udział w powstaniu. Prawie 300 fotografii z kolekcji znajduje się w Muzeum Niepodległości w Warszawie.
W Polsce Niepodległej Umińska zaangażowana była w działalność organizacji kombatanckich, szczególnie w Stowarzyszeniu Wzajemnej Pomocy Uczestników Powstania 1863 r., które powstało w 1916 w Warszawie. Pomimo podeszłego wieku żywo interesowała się bieżącymi wydarzeniami politycznymi. Z niepokojem obserwowała zagrożenie dla odrodzonego Polski ze strony Rosji sowieckiej. W lipcu 1920 pisała do  przyjaciółki-Entuzjastki, Heleny Tarczyńskiej: Agitacja bolszewicka bardzo silnie i tu rozwinięta, tak przez Żydów, jak i rozmaitych szubrawców…. W 1924 znalazła się na czwartej liście weteranów powstania styczniowego jako jedna z 5 kobiet (oprócz niej na listę wpisano Niceforę Kalicką, Gryzeldę Malinowską, Lucynę Żukowską i Michalinę Kwiatkowską). Podsumowaniem działalności Wandy Umińskiej był jubileusz, podczas którego odznaczona została Krzyżem Oficerskim Polonia Restituta za zasługi na polu oświaty ludowej. Telegramy gratulacyjne przesłało wiele znanych osób, m.in. Władysław Mickiewicz, czy Józef Piłsudski
Zmarła w Warszawie. Jej pogrzeb 6 maja 1926 przekształcił się w wielką manifestację patriotyczną. Uczestniczyli w nim weterani powstania 1863 roku, przedstawiciele organizacji społecznych oraz chłopi przybyli z Lubelskiego, Łowickiego i Łomżyńskiego. Pochowana została na cmentarzu Powązkowskim (kwatera 79-6-19). Pomnik na jej grobie ufundowany ze składek chłopów  został postawiony w 1928. Twórcą pomnika był Aleksander Borawski.
Na cokole pomnika znajduje się inskrypcja:     ŻYŁA DLA POLSKI     DLA LUDU POLSKIEGO     DLA MALUCZKICH I STRAPIONYCH     SERDECZNIE WZAJEM MIŁOWANA

## Ordery i odznaczenia
- Krzyż Oficerski Orderu Odrodzenia Polski (30 kwietnia 1925)[28][2][29][16]

## Literatura
- Dionizja Wawrzykowska-Wierciochowa, Wanda Umińska (1841–1926), z cyklu portret oświatowców, „Oświata Dorosłych” 1961, nr 1, s. 46–48.
- Dionizja Wawrzykowska-Wierciochowa, Z umiłowania. Opowieść biograficzna o Wandzie z Wolskich Umińskiej (1841–1926), Lublin 1973.
- Jolanta Załęczny, Zachować pamięć o powstaniu styczniowym – o kolekcjonerskiej pasji Wandy Umińskiej, [w:] Kolekcjonerzy, zbieracze, kwestarze w literaturze i kulturze XIX i XX wieku, red. Joanna Lekan-Mrzewka, Monika Kulesza, Beata K. Obsulewicz, Lublin 2016, s. 329–354.
- Wanda Umińska (1841–1926) Biografia aktywistki, patriotki, strażniczki sumień, [w:] Jolanta Załęczny, Biografie godne pamięci, Warszawa 2020, s. 195–211.
- Emil Noiński, Aktywność społeczna Wandy z Wolskich Umińskiej (1841–1926) w świetle jej wspomnień i zapisków pamiętnikarskich, [w:] Ruchy kobiece na ziemiach polskich w XIX i XX w: stan badań i perspektywy, pod red. Małgorzaty Dajnowicz i Adama Miodowskiego, Białystok 2020, s. 73–91 (tam szeroka bibliografia) – wersja elektroniczna Repozytorium Uniw. Białostockiego.

## Wspomnienia
- Wspomnienia Wandy z Wolskich Umińskiej (1841–1926), opracowanie, komentarz i przypisy Lidia Michalska-Bracha i Emil Noiński, Warszawa 2020 (tam szeroka bibliografia).